# Florin Cioabă

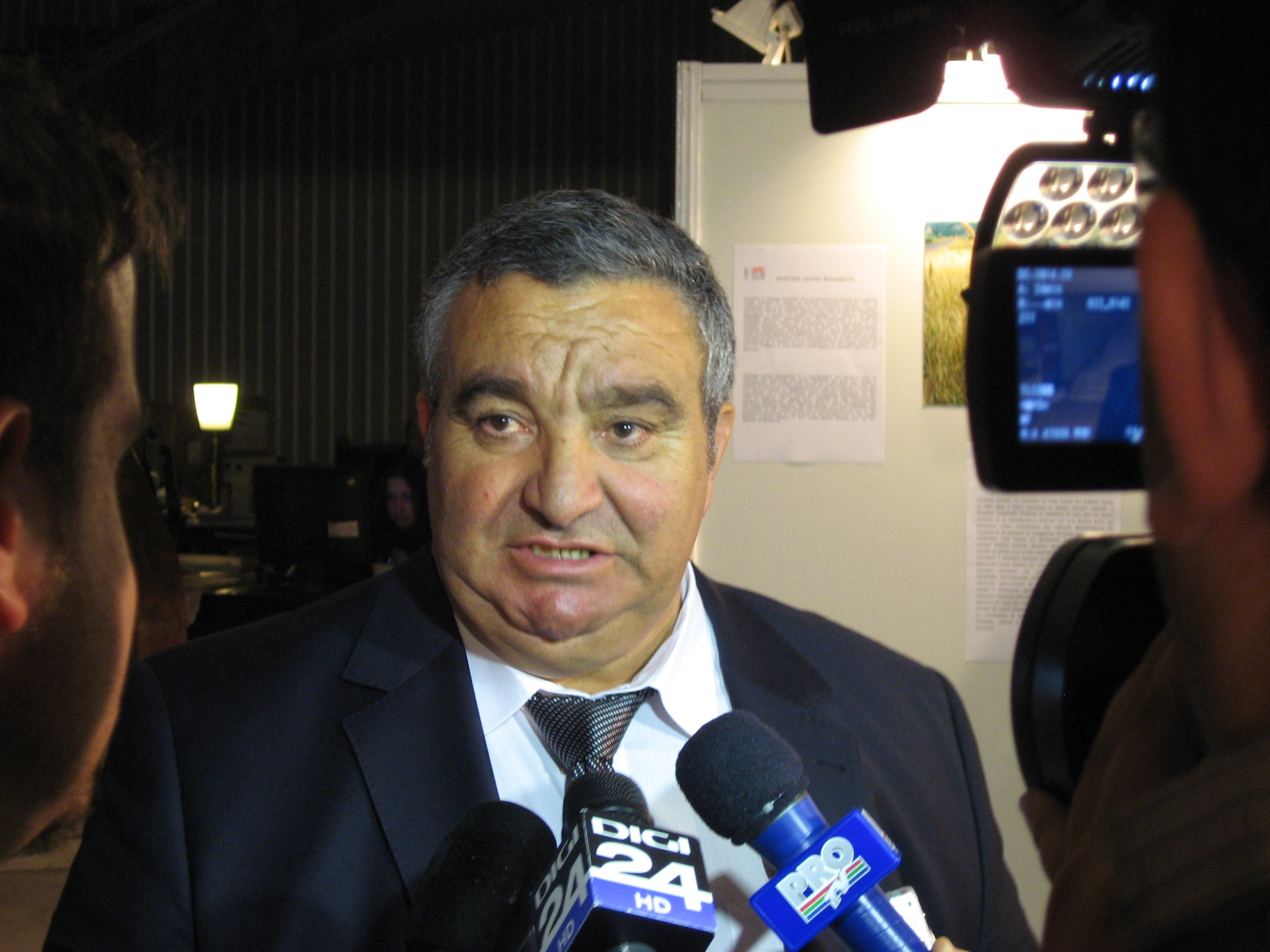
Florin Cioabă (2012)

Florin Tanase Cioabă (Târgu Cărbunești, 17 november 1954 – 18 augustus 2013, Antalya) was een prominente leider van de Roma, die zichzelf in 1997 tot "Internationale Koning van alle Roma" uitriep.
Florin Cioabă werd in 1954 geboren in het Roemeense Târgu Cărbunești. In 1963 verhuist hij naar Sibiu, waar hij op veertienjarige leeftijd in een traditionele Roma-ceremonie trouwt. Hij studeert aan het Bijbelseminarie Betania in Sibiu en wordt dominee in de Pinksterbeweging. In 1996 bekeert de hele familie zich tot de Pinksterbeweging.
Zijn familie was al erg rijk, maar in enkele jaren tijd wordt Florin Cioabă een van de rijkste inwoners van Roemenië, onder meer door de opbrengst van het ontmantelen van verouderde fabrieken.
In 2003 geraakt Cioabă verwikkeld in een internationale controverse, als hij zijn minderjarige dochter probeert uit te huwelijken. Na zware kritiek spreekt hij zich uiteindelijk uit tegen de wijdverbreide gewoonte van gedwongen kinderhuwelijken bij de Roma.
Cioabă spoort Roma aan om hun kinderen naar school te sturen, en zo uit de vicieuze cirkel van armoede en uitsluiting te breken. Hij werpt zich ook op als verdediger van de Roma in het buitenland: zo contacteert hij in 2010 Nicolas Sarkozy om het lot van de Roma in Frankrijk te verdedigen.
Florin Cioabă overleed op 18 augustus 2013 in Antalya, na een hartstilstand. Hij laat een vrouw (Marica) achter en vier kinderen (Dorin, Daniel, Luminita en Ana-Maria). Hij is bijgezet in de marmeren graftombe bij zijn vader in Sibiu Municipal Cemetery in Sibiu (stad).

## "Koning van de Roma"
Florin Cioabă's vader Ion (1935-1997) was bulibașă van de Roma in Roemenië en noemde zich sinds 1992 "Internationale Koning van alle Roma". Bij zijn overlijden na een hartaanval op 23 februari 1997 erft Florin de titel, en zegt hij de leider te zijn van zo'n drie miljoen Roma.
Bulibașă is een erfelijke titel voor een informele leider van een Roma-gemeenschap. Het gezag van de bulibașă is een lokaal gegeven, dat stoelt op charisma of rijkdom. Van tijd tot tijd roept zo'n leider, zoals Cioabă, zich uit tot koning van alle Roma, maar zelfs zij geven toe dat het gezag van de bulibașă tanend is.
In die context zocht Cioabă traditionele politieke legitimatie. Hij is van 1996 tot 2000 districtsraadslid van Sibiu. Bij lokale verkiezingen in de zomer van 2000 stelt hij zich kandidaat voor het burgemeesterschap van Sibiu op de Christen Centrum voor Roma-lijst (Centrului Creștin al Romilor), en in juni 2008 voert hij de Alliantie voor Roma-eenheid (Alianței pentru Unitatea tiganilor) aan bij de districtsverkiezingen.
Na het overlijden van Florin Cioabă gaat zijn titel over op zijn oudste zoon, Dorin.
In Roemenië maakt ook Iulian Rădulescu aanspraak op de titel van "Keizer van alle Roma overal".